# Villiers-en-Bière
Villiers-en-Bière är en kommun i departementet Seine-et-Marne i regionen Île-de-France i norra Frankrike. Kommunen ligger i kantonen Perthes som tillhör arrondissementet Melun. År 2022 hade Villiers-en-Bière 242 invånare.

## Befolkningsutveckling
Antalet invånare i kommunen Villiers-en-Bière
| Referens: INSEE |